# Verwaltungsgliederung Kap Verdes
Die Verwaltungsgliederung Kap Verdes ist die vertikale administrative Struktur der Republik Kap Verde. Der Inselstaat liegt vor der westafrikanischen Küste im Atlantik. Seit der Inbesitznahme der damals unbewohnten Kapverdischen Inseln 1456 durch Portugal bis zur Unabhängigkeit des Landes 1975 war Kap Verde unter portugiesischer Kolonialverwaltung. Daraus erklären sich die engen Parallelen zur Verwaltungsgliederung Portugals in Struktur und Begrifflichkeiten.

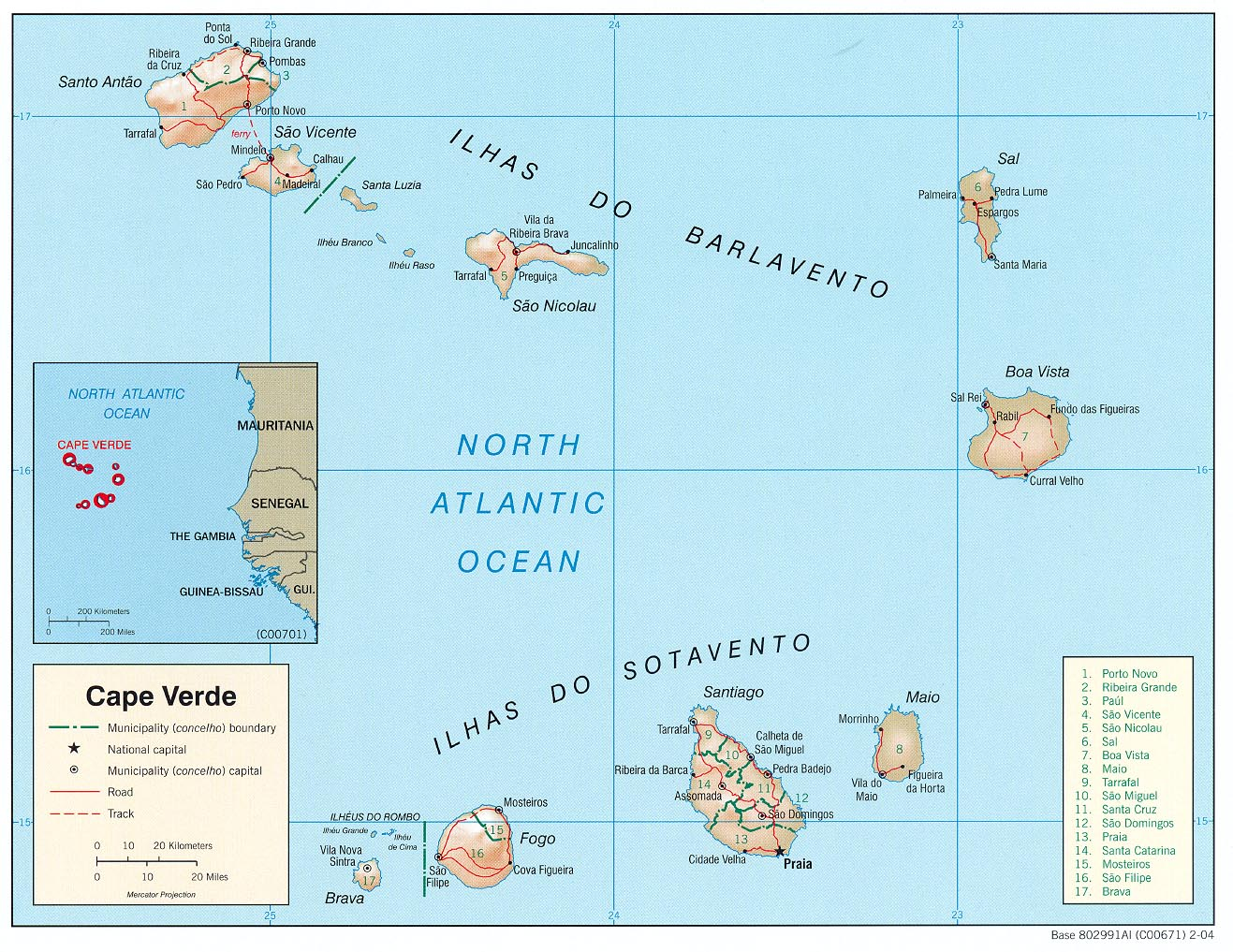
Die Republik Kap Verde

## Struktur

### Die Inselgruppen
Die Einteilung in die Inselgruppen Nord (Ilhas de Barlavento, „Inseln über dem Wind“) und Süd (Ilhas de Sotavento, „Inseln unter dem Wind“) entspricht in etwa den NUTS-1-Regionen in Europa und damit beispielsweise den Bundesländern in der Bundesrepublik Deutschland. Sie haben jedoch keinerlei administrative Bedeutung in Kap Verde.

### Die Kreise
Das Land ist in 22 Kreise (Municípios) aufgeteilt, wobei seit Mitte 2014 die Aufspaltung des Kreises Sal in zwei neue Kreise geplant ist. Im anstehenden Volksentscheid dazu wird nach allgemeiner Auffassung Zustimmung erwartet, so dass sich die Zahl der Kreise auf 23 erhöhen wird. Die Kreise entsprechen in etwa den NUTS-2-Regionen in Europa, dies sind z. B. in Deutschland die Regierungsbezirke.
Die Kreise sind die Körperschaften (Autarquias) der zweiten Stufe der kommunalen Selbstverwaltung in Kap Verde, oberhalb der Gemeinden.
Dank seiner Geschichte ist die Verwaltungsgliederung Kap Verdes eng an die Verwaltungsgliederung Portugals angelehnt. Wie in Portugal gehören dem Município auch in Kap Verde die in dem Concelho (womit der geographisch umschriebene Kreis gemeint ist) gelegenen Gemeinden an. Der Município ist die wichtigste Verwaltungseinheit des Landes und wird von der Câmara Municipal (die, je nach Bundesland, dem deutschen Landratsamt oder der Kreisverwaltung entspricht) verwaltet.

### Die Gemeinden
Die Kreise gliedern sich in insgesamt 32 Gemeinden (Freguesias), welche den europäischen NUTS-3-Regionen entsprechen, und damit z. B. den in Deutschland üblichen Landkreisen. Sie stellen die dritte Stufe der kommunalen Selbstverwaltung Kap Verdes dar.

## Liste der Kreise und Gemeinden in Kap Verde
Sortiert nach Inseln, werden hier die Kreise (Municípios) und Gemeinden (Freguesias) Kap Verdes aufgelistet. Von den zehn Inseln (Ilhas) Kap Verdes sind neun bewohnt, die Insel Santa Luzia ist unbewohnt und gehört zum Kreis São Vicente.

### Nordgruppe
|  | Ilhas de Barlavento | Nordgruppe Inseln über dem Winde |

| Insel                   | Município (Kreis)       | Freguesia (Gemeinde)        |
| ----------------------- | ----------------------- | --------------------------- |
| Santo Antão             | Ribeira Grande          | Nossa Senhora do Rosário    |
| Santo Antão             | Ribeira Grande          | Nossa Senhora do Livramento |
| Santo Antão             | Ribeira Grande          | Santo Crucifixo             |
| Santo Antão             | Ribeira Grande          | São Pedro Apóstolo          |
| Santo Antão             | Paul                    | Santo António das Pombas    |
| Santo Antão             | Porto Novo              | São João Baptista           |
| Santo Antão             | Porto Novo              | Santo André                 |
| São Vicente Santa Luzia | São Vicente             | Nossa Senhora da Luz        |
| São Nicolau             | Ribeira Brava           | Nossa Senhora da Lapa       |
| São Nicolau             | Ribeira Brava           | Nossa Senhora do Rosário    |
| São Nicolau             | Tarrafal de São Nicolau | São Francisco               |
| Sal                     | Sal                     | Nossa Senhora das Dores     |
| Boa Vista               | Boa Vista               | Santa Isabel                |
| Boa Vista               | Boa Vista               | São João Baptista           |

### Südgruppe
|  | Ilhas de Sotavento | Südgruppe Inseln unter dem Winde |

| Insel    | Município (Kreis)          | Freguesia (Gemeinde)       |
| -------- | -------------------------- | -------------------------- |
| Maio     | Maio                       | Nossa Senhora da Luz       |
| Santiago | Praia                      | Nossa Senhora da Graça     |
| Santiago | São Domingos               | Nossa Senhora da Luz       |
| Santiago | São Domingos               | São Nicolau Tolentino      |
| Santiago | Santa Catarina             | Santa Catarina             |
| Santiago | São Salvador do Mundo      | São Salvador do Mundo      |
| Santiago | Santa Cruz                 | Santiago Maior             |
| Santiago | São Lourenço dos Órgãos    | São Lourenço dos Órgãos    |
| Santiago | Ribeira Grande de Santiago | Santíssimo Nome de Jesus   |
| Santiago | Ribeira Grande de Santiago | São João Baptista          |
| Santiago | São Miguel                 | São Miguel Arcanjo         |
| Santiago | Tarrafal                   | Santo Amaro Abade          |
| Fogo     | São Filipe                 | São Lourenço               |
| Fogo     | São Filipe                 | Nossa Senhora da Conceição |
| Fogo     | Santa Catarina do Fogo     | Santa Catarina do Fogo     |
| Fogo     | Mosteiros                  | Nossa Senhora da Ajuda     |
| Brava    | Brava                      | São João Baptista          |
| Brava    | Brava                      | Nossa Senhora do Monte     |